# 써니힐
써니힐(SunnyHill)은 대한민국의 여성 솔로이다. 멤버는 빛나이다. 처음에는 3인조 혼성 그룹이었지만, 내가네트워크에서 로엔엔터테인먼트로 소속사를 옮기면서 코타, 미성이 합류하여 5인조 혼성 그룹이 되었다. 써니힐의 청일점 멤버였던 장현 이 2012년 1월 31일 현역으로 입대하여 4인조 걸그룹으로 활동을 하기도 하였고, 2013년 10월 30일 장현이 군복무를 마치고 제대함으로써 다시 5인조 혼성 그룹으로 복귀하였다. 하지만, '아무 말도 하지 마요' 앨범을 끝으로, 오랜 고민 끝에, 리더 장현이 프로듀서로 전향을 위해 탈퇴했고 현재의 써니힐이 되었다. 2018년 12월 중순 주비, 미성이 각자의 길을 가며 2인조로 축소되었지만 2019년 새 소속사 MY 엔터테인먼트, BOD 엔터테인먼트와 계약을 했고 다시 4인조로 재편되면서 새멤버 건희와 은주를 영입했다. 그러다 2024년 코타가 탈퇴하면서 다시 3인조로 재편되었다.
하지만 2025년 3월 20일, 건희도 탈퇴하면서 듀오(2인조)로 축소되었다.

## 구성원
| 이름 | 소개                                                                                                |
| ---- | --------------------------------------------------------------------------------------------------- |
| 빛나 | - 본명 : 이금빛나 (Lee KeumBitNa) - 생년월일 : 1987년 3월 29일(38세) - 활동기간 : 2007년 9월 ~ 현재 |

### 이전 구성원
| 이름   | 소개 |
| ------ | --- |
| 장현   | - 본명 : 김장현 (Kim Jang-Hyun) - 생년월일 : 1985년 7월 16일(40세) - 활동기간 : 2007년 9월 ~ 2012년 1월, 2014년 1월   |
| 김은영 | - 본명: 김은영 (Kim Eun-Young) - 생년월일 : 1986년 8월 4일(38세) - 활동기간 : 2007년 9월 ~ 2018년 12월                |
| 미성   | - 본명 : 이미성 (Lee Mi-Sung) - 생년월일 : 1986년 4월 13일(39세) - 활동기간 : 2011년 5월 ~ 2018년 12월                |
| 코타   | - 본명 : 안진아 (Ahn Jin-A) - 생년월일 : 1987년 10월 14일(37세) - 활동기간 : 2010년 10월 ~ 2024년 4월                 |
| 건희   | - 본명 : 박건희 - 생년월일 : 1990년 5월 18일(35세) - 특히사항 : 전 '퍼펄즈' 멤버 - 활동기간 : 2019년 4월 ~ 2025년 3월 |
| 은주   | - 본명 : 최은주 - 생년월일 : 1988년 11월 7일(36세) - 활동기간 : 2019년 4월 ~ 2025년                                   |

## 음반 목록
| - Part.A Sunny Blues (2014) - Part.B Sunny Blues (2015) | - Midnight Circus (2011년) - Antique Romance (2012년) - Young Folk (2013년) | - Love Letter (2007년) - Winter Story (2007년) - 2008 내가 여름이다 (2008년) - Coming Soon...!! (2009년) - 기도 (2011년) - The Grasshoppers (2012년) - 백마는 오고 있는가 (2012년) - 아무말도 하지마요 (2014년) - KBS 불후의 명곡 - 낭랑 18세 (2014년) - 그 해 여름 (2014년) - 지우다(Here I Am) (2014년) - 집으로 가는길 (2016년) | - KBS 달자의 봄 "심장" (은영) - MBC 내 생애 마지막 스캔들 "잘 나가던 여자" (주비) - 채널CGV 리틀맘 스캔들 "아파한다" (써니힐) - MBC 최고의 사랑 "두근두근" (주비) - SBS 도롱뇽도사와 그림자 조작단 "사랑한다" (주비,코타) - tvN 아이러브 이태리 "DO it" (주비,코타) - KBS 최고다 이순신 "별 헤는 밤" (주비,코타) - E채널 실업급여 로맨스 "Sweet Boy" (승아) - MBC 앙큼한 돌싱녀 "앙큼한 상상" (써니힐) - MBC 미스터 백 "Love One" (주비) - MBC 여왕의 꽃 "Say I Love You" (써니힐) - SBS 냄새를 보는 소녀 "아리송해" (주비) - MBC 맨도롱 또똣 "보이지 말아줘" (주비) - KBS 부탁해요, 엄마 "I Iike you" (써니힐) | - 이지라이프 - 고3 (Feat. 주비) - 이지라이프 - 꼭! 꼭! 꼭! (Feat. 주비) - 나르샤 - 맘마미아 (Feat. 써니힐) - Romantic Couch - Like a virgin (Feat. 코타) - 조pd - Bitch (Feat. 주비) - 클래지 - Sexy doll (Feat. 주비.코타) - Loen tree summer story - 용감한 그녀들(써니힐 Feat. 지아) - 써니힐 & 데이브레이크 - 들었다 놨다 - 김형준 & 코타 - 우리둘이 - 라디 & 주비 - 그린라이트 | - 이지라이프 - 고3 (주비,승아) - 긱스 & 소유 - Officially missing you. too (주비) - 나르샤 - 맘마미아 (써니힐) - 피에스타 - 비스타 (승아) - 주비 & 윤현상 - 추워지니 (주비) - 써니힐 & 데이브레이크 - 들었다 놨다 (써니힐) - 지아&이해리 - 사랑했었다면 (미성) - 김형준 & 코타 - 우리둘이 (코타) |

## 수상 목록

### 시상식
- 2014년 제22회 대한민국문화연예대상 K팝 10대가수상
- 2011년 제3회 멜론 뮤직 어워드 OST부문 뮤직스타일상
- 2007년 싸이월드 디지털 뮤직어워드 Rookie Of The Month